# Daniel Verplancke
Pour les articles homonymes, voir Verplancke.
Daniel Verplancke, né le 21 septembre 1948 à Zedelghem, est un coureur cycliste belge.

## Palmarès

### Palmarès amateur
- 1969
  - 2e du Circuit du Westhoek
- 1970
  - 5e étape du Tour d'Algérie

### Palmarès professionnel
- 1970
  - 3e du Prix national de clôture
- 1972
  - 2e du Circuit du Pays de Waes
  - 3e du Omloop van de Westkust
- 1973
  - 2e du Grand Prix du 1er mai
- 1974
  - Circuit de Flandre orientale
  - 3e de la Ruddervoorde Koerse
- 1975
  - 3e du Circuit de Flandre orientale
- 1976
  - Gullegem Koerse
  - 2e du Circuit des régions fruitières
  - 3e du Grand Prix E3
- 1978
  - 1rea étape de la Semaine catalane (contre-la-montre par équipes)
- 1979
  - Grand Prix Pino Cerami

## Résultats sur les grands tours

### Tour de France
2 participations
- 1974 : 100e
- 1975 : abandon (11e étape)

### Tour d'Espagne
1 participation
- 1976 : 40e, vainqueur du classement des metas volantes